# Donje Vranovce
Donje Vranovce (en serbe cyrillique : Доње Врановце) est un village de Serbie situé dans la municipalité de Lebane, district de Jablanica. Au recensement de 2011, il comptait 276 habitants.

## Démographie
| 1948 | 1953 | 1961 | 1971 | 1981 | 1991 | 2002 | 2011 |
| ---- | ---- | ---- | ---- | ---- | ---- | ---- | ---- |
| 439  | 448  | 439  | 406  | 395  | 369  | 331  | 276  |

|  |